# Шумихинское сельское поселение
Шумихинское се́льское поселе́ние — упразднённое муниципальное образование в Гремячинском муниципальном районе Пермского края России.
Административный центр и единственный населённый пункт — посёлок Шумихинский.

## История
Образовано в 2004 году. Упразднено в 2018 году путём объединения с остальными поселениями Гремячинского муниципального района в Гремячинский городской округ.

## Население
| 2010 | 2012  | 2013  | 2014  | 2015 | 2016 | 2017 |
| ---- | ----- | ----- | ----- | ---- | ---- | ---- |
| 1304 | ↘1164 | ↘1116 | ↘1031 | ↘982 | ↘925 | ↘864 |
| 2018 |       |       |       |      |      |      |
| ↘814 |       |       |       |      |      |      |